# Giftige satijnzwam
De giftige satijnzwam (Entoloma sinuatum, synoniemen: Lividum entoloma, Rhodophyllus sinuatus ) is een giftige paddenstoel uit de familie Entolomataceae. Entoloma is een genus van paddenstoelen met roze sporen. De giftige satijnzwam is de grootste soort

## Kenmerken

### Uiterlijke kenmerken
Hoed
De hoed wordt 5 tot 20 cm breed. Het is niet hygrofaan en is ivoorkleurig of licht grijsbruin tot licht lilagrijs getint. Het oppervlak is glad en kaal of gevlekt. Bovendien heeft het een zijdeachtige glans en heeft het ingegroeide vezels in een netachtige opstelling. De hoedrand is dun en aanvankelijk gebogen, later golvend. De dunne hoedenhuid is afneembaar. Het vlees van de hoed is dik en grof.
Lamellen
De lamellen zijn eerst witachtig, dan lang geelachtig en uiteindelijk door de sporen vleesroze. Met een maximum van 1,5 cm zijn ze opvallend kort. Ze zijn stijf, staan weinig vol en zijn aan de basis verbonden met dwarsaders.
Steel
De witte steel wordt 4 tot 16 cm lang en 6 tot 35 mm dik. Het oppervlak is vezelig, gegroefd en glanzend. De steel is aan de bovenkant mat en aan de basis viltig wit. De steelinhoud is sponsachtig en uiteindelijk hol
Geur en smaak
Geur en smaak zijn bloemig met een onaangename radijsachtige, soms zoete nasmaak.
Sporenprint
De sporenprint is vleesrood van kleur.

### Microscopische kenmerken
De basidia meten 27-35 × 7,5-9,5 µm. Op elk van hen rijpen vier sporen. De 5- tot 7-zijdige sporen zijn (sub)isodiametrisch tot licht heterodiametrisch van vorm en meten 8–11(–11,5) × 7–9(–9,5) µm. Het Q-getal is 1,0 tot 1,3 en gemiddeld 1,2. Cystidia op de lamelrand zijn afwezig, maar gespen zijn gebruikelijk in de dwarswanden van de hyfen. Het pigment in de bovenste laag van de hoed is intracellulair.

## Habitat
De giftige satijnzwam komt voor in Europa en Noord-Amerika en kan van mei tot november gevonden worden in loof- en naaldbossen, vaak in de vorm van heksenkringen.

## Verspreiding
De giftige satijnzwam komt voor in Noord-Amerika (Canada, Verenigde Staten), Europa en Noord-Azië (Klein-Azië, Japan). In Europa strekt het verspreidingsgebied uit van de Benelux-landen en Frankrijk in het westen tot Estland en Wit-Rusland in het oosten en zuiden tot Spanje, Italië, Bulgarije en Roemenië en in het noorden tot Denemarken en Zuid-Noorwegen. In de zuidelijke en centrale delen komt de schimmel vaker voor dan in de noordwestelijke regio's.

## Mycotoxine
Het gif werkt zeer snel, de giftige satijnzwam veroorzaakt een onaangename gastrointestinale vergiftiging; door consumptie van grote hoeveelheden zou deze soort een aantal dodelijke slachtoffers gemaakt hebben.